# Connacht
Connacht (irsk: Cúige Chonnacht) er en af de fire provinser, som øen Irland er opdelt i. Provinsens irske navn stammer fra Connachta, der betyder efterkommere efter Conn.
Connacht udgør den vestlige provins i Republikken Irland, og den omfatter de fem counties: Galway, Leitrim, Mayo, Roscommon og Sligo. Med blot godt ½ million indbyggere er Connacht Irlands mindste provins.
Provinsens mest betydningsfulde byområder er Galway i den sydlige del af provinsen med godt 72.000 indb. og Sligo i den nordlige del med omkring 18.000 indb.